# ТКБ-0111
ТКБ-0111 (от Тульское Конструкторское Бюро, образец № 0111) — экспериментальный прототип советского автомата, разработанный в конце 1970-х Г. А. Коробовым в ЦКИБ СОО для участия в конкурсе «Абакан» Министерства обороны СССР на новый автомат для Советской Армии. По результатам этого конкурса ТКБ-0111 получил невнятную характеристику — «рекомендован в факультативном (необязательном) порядке». В итоге в этом конкурсе победил автомат Никонова.
При испытаниях ТКБ-0111 показал лучшую кучность боя по сравнению с автоматом Калашникова, особенно при стрельбе «стоя с руки» с высоким темпом. При стрельбе с других положений была показана вполне удовлетворительная кучность.

## Конструкция
Автоматика оружия основана на отводе пороховых газов из канала ствола, запирание производилось перекосом затвора в вертикальной плоскости. УСМ оружия рассчитан на ведение огня одиночными выстрелами, очередями и с отсечкой по 3 выстрела. Скорострельность при дозированном виде огня — 1700 выстр/мин, очередью — 500 выстр/мин. Ствольная часть оборудована компенсатором газодинамического типа. Рукоятка перезаряжания и флажок предохранителя-переводчика режимов огня располагаются с правой стороны ствольной коробки.